# Scolelepis texana
Scolelepis texana är en ringmaskart som beskrevs av Foster 1971. Scolelepis texana ingår i släktet Scolelepis och familjen Spionidae. Inga underarter finns listade i Catalogue of Life.